# 越南国防部国防情报总局
越南国防部国防情报总局亦称越南国防部第2总局、越南軍隊情報總局2（喃字：總局2情報軍隊），簡稱總局2（TC2），是越南政府的軍事情報組織，于1945年10月25日抗法独立战争时期成立。机关驻河内市北慈廉郡范雄路。

## 历史
1945年10月25日越盟成立了军委会情报处，组建了第一支军事情报队。这天被越南国防情报系统视作创立日。
1947年3月20日在军委会情报处的基础上成立总参谋部情报局,又称军事新闻局或二局。陈校为首任局长。1950年4月，总参情报局解散。1951年6月15日，成立越南民主共和国总理府下属的联络署，陈校为署长。1957年6月10日,越南民主共和国总理府下属的联络署并入总参军事情报局，军事情报机构与政府情报机构合一，陈校为军事情报局局长。
1995年升格为总局，直接隸屬於國防部，与总参、总政治局、总后勤局、总技术局等平级。直接對越南共產黨及越南國家主席負責。

### 历任情报局局长
- 黄明道Hoàng Minh Đạo (真名陶福禄Đào Phúc Lộc): 1945年10月25日创立了第一支军事情报分队。
- 陈校Trần Hiệu (真名Vũ Văn Địch): 1947年3月20日总参情报局首任局长至1950年。1951年至1960年任情报系统负责人。1960年改任最高检察署副署长。
- 黎仲义（Lê Trọng Nghĩa）上校:1950年至1951年、1960年-1962年任总参军事情报局局长。1968年卷入武元甲01:52而退役。
- 潘平Phan Bình (Ba Hùng)(1922.03.15-1987.01.12): 1962-1986任总参军事情报局局长.1984年2月晋升中将。
- 阮如文Nguyễn Như Văn (Tư Văn): 中将1986-1994任总参军事情报局局长
- 邓武政（Đặng Vũ Chính） (Vũ Đăng Chinh): 中将，1994-2002任局长。
- 阮志咏: 中将，2002年8月至2009年8月任总局长
- 劉德揮 Trung tướng Lưu ：2009年8月至2014年任中将总局长
- 范玉雄Phạm Ngọc Hùng：中将，2014年任局长。

## 领导成员
現任總局長為劉德揮（Lưu Đức Huy）中将。前任总局长阮志咏（现为上将，国防部副部长）。现任总局政委杨春荣中将。现任副局长：
- Nguyễn Hoàng Đức Liệu中将
- 范玉雄Phạm Ngọc Hùng中将
- 陈伯勇Trần Bá Dũng中将
- Nguyễn Minh Tân少将
- Nguyễn Chí Thành少将

现任副政委Trần Việt Thắng少将。

## 职能
總局的監察範圍涵蓋政治、國防、安全、外交、經濟、社會、科學、環境及文化等各方面，承擔對外及對內的情報工作。過去亦曾在越南佔領柬甫寨其間扮演積極角色。
在外界眼中，總局2與中國關係密切。總局2在90年代中曾獲中國提供大量技術協助，偵查國安風險該局目前由國防部副部長阮志咏所控制，而阮所屬的派系被視為與中國來往較深。2009年中國計劃開采鋁土時，遭到越南輿論以至越南著名將軍武元甲的反對，當時越南國內廣泛流傳阮志榮在事件中獲得優厚利益，因而利用總局控制反對聲音。
外界一直對總局2的情況所知不多，直到2001年3月，總局2被揭發竊聽黨內高層的電話，籍著情報影響其所屬派系在越共第九屆全國代表大會的選舉，引起黨內外關注。
事後總局官員受到訓斥，但並無引發人事變動。

## 组织机构

### 机构设置
- 办公厅
- 监察室
- 财务局
- 军事技术局
- 通信局
- 刑侦局
- 经济局
- 参谋局
- 政治-宣训局
  - 主任：Nguyễn Quang Trung少将
  - 副主任：Phó Chủ nhiệm大校
- 后勤局
- 第11处1982年3月7日组建
- 第12处
- 第15处
- 第16处 处长Phạm Sỹ Minh少将
- 第25处
- 第71处
- 第72处
- 第80处

特工军事情报作战局、技术侦察局、谍报局、武官业务局、情报整理局、档案资料局

### 下属单位
- 军事技术学院：成立于1957年6月10日的情报侦察军官学校、成立于1981年12月15日的军事外语大学，于1998年合并组建。院长武铁强，政委陈西少将。
- 战略机构院（Viện Cơ cấu chiến lược） 2009年9月2日成立，驻河内市张美县，院长冯光丁Phùng Quang Định少将
- 战略研究与技术信息考察队（Viện nghiên cứu chiến lược kỹ thuật thông tin viễn chinh）
- 代号B26
- 代号70
- 代号78
- 代号501
- 代号72
- 代号75
- 代号701
- 侦察团K3
- 74旅
- 94旅
- 《现代国防知识》时报
- 侦察学校
- Newtaco公司
- 高技术应用(HITABA-COM)公司
- Hatuco - Ngoc Vinh公司
- SECOTEX-PAdes1.1.8公司
- 国防联合强力部门
- 二总局博物馆